# IC 3822
IC 3822 је спирална галаксија у сазвјежђу Гавран која се налази на листи објеката дубоког неба у Индекс каталогу.
Деклинација објекта је - 14° 19' 21" а ректасцензија 12h 50m 22,6s. Привидна величина (магнитуда) објекта IC 3822 износи 15,1 а фотографска магнитуда 15,8. IC 3822 је још познат и под ознакама MCG -2-33-19, PGC 43443.